# アポロソフト
株式会社アポロソフト（英: APOLLOSOFT Inc.）は、日本のゲーム会社。岐阜県岐阜市に本社を置く。
フライト・プランにて『サモンナイト』『ブラックマトリクス』『ドラゴンシャドウスペル』などに携わった川瀬浩一らを中心に設立された。

## 主な製品
- BLUE ROSES 〜妖精と青い瞳の戦士たち〜
- ラグナロク 〜光と闇の皇女〜 ※チャイムとの共同開発
- アルカディアスの戦姫 ※メビウスとの共同開発
- マギアコネクト
- ディスティニーコネクト[2]
- ラングリッサーI&II[2]
- スーパーロボット大戦X-Ω
- クイーンズブレイドwhite triangle[3]
- ゴブリンスレイヤー -ANOTHER ADVENTURER- NIGHTMARE FEAST（2024年[4]）